# Spencer (Indiana)
Spencer é uma cidade  localizada no estado americano de Indiana, no Condado de Owen.

## Demografia
Segundo o censo americano de 2000, a sua população era de 2508 habitantes.
Em 2006, foi estimada uma população de 2522, um aumento de 14 (0.6%).

## Geografia
De acordo com o United States Census Bureau tem uma área de
3,3 km², dos quais 3,3 km² cobertos por terra e 0,0 km² cobertos por água. Spencer localiza-se a aproximadamente 171 m acima do nível do mar.

## Localidades na vizinhança
O diagrama seguinte representa as localidades num raio de 28 km ao redor de Spencer.